# イシガキニイニイ
イシガキニイニイ（学名: Platypleura albivannata）は、カメムシ目（半翅目）・セミ科に分類されるセミである。

## 分布
沖縄県石垣市米原地区のヤエヤマヤシ群落とその周辺のみに分布する。石垣島の固有種で、日本に生息するセミの中で最も分布域が狭い。

## 分類
1971年に発見され、1974年に新種記載された。
琉球列島に分布するニイニイゼミ属5種は、2つの種群に分けられる。イシガキニイニイはクロイワニイニイ及びミヤコニイニイとからなる種群に属し、このうちミヤコニイニイと最も近縁とされる。一方、八重山列島の石垣島及び西表島に分布し生息域が重複するヤエヤマニイニイは他方の種群に属し、ニイニイゼミと近縁である。
ミヤコニイニイやヤエヤマニイニイとは、本種の翅垂部（後羽の付け根部分）全体が乳白色である点で区別される。

## 形態
体長は、オスが20-24mm、メスが19-22mm。体は偏平で、背面に緑褐色の斑紋がある。後翅は、外縁部を除く大部分が黒色で、黒色部の中央と翅垂部は乳白色である。

## 生態
成虫は6月上旬から7月下旬に出現する。クワノハエノキ、ギランイヌビワ、オオバイヌビワ、カラスザンショウ等の直射日光のあたらない明るい枝上に止まる。早朝5時頃と夕方19時頃の時間帯によく鳴く。

## 保護の状況
本種が発見された1970年代当時でも、分布域は東西に約2kmほどの狭い区域であったが、1990年（平成2年）頃に何らかの理由で個体数が激減し、分布域はさらに狭くなっている。本種が生息するヤエヤマヤシ群落は観光地となっており、車のエンジン音や観光客の話し声等の騒音が成虫の発音・繁殖活動を妨害し、観光客により踏み固められた土壌の乾燥が幼虫の成育に悪影響を及ぼしているとされる。2003年（平成15年）から環境省が行っている鳴き声によるモニタリング調査では2017年（平成29年）から6年連続で発見されておらず、絶滅が危惧されている。
環境省レッドデータブック及び沖縄県版レッドデータブックで、絶滅危惧I類Ａ（CR）とされている。
絶滅危惧IA類 (CR)（環境省レッドリスト）
2002年（平成14年）には、絶滅のおそれのある野生動植物の種の保存に関する法律（種の保存法）に基づき、本種が国内希少野生動植物種に指定されるとともに、生息地が「米原イシガキニイニイ生息地保護区」として生息地等保護区に指定されて、管理地区・立入制限地区が制定された。
2008年（平成20年）5月26日に、石垣市の天然記念物に指定された。また、2015年（平成27年）5月1日には、石垣市自然環境保全条例に基づく保全種に指定され、石垣市内での捕獲、殺傷、採取、損傷が禁止されている。